# Ivan Kovačec
Ivan Kovačec (Zagreb, Croacia; 27 de junio de 1988) es un futbolista croata. Juega de extremo y su equipo actual es el Rudar Mihovljan de la 2. ŽNL Krapinsko-zagorska de Croacia.

## Clubes
| Club                         | País          | Año             |
| ---------------------------- | ------------- | --------------- |
| NK Nedeljanec                | Croacia       | 2005 - 2006     |
| ASV Deutsch Tschantschendorf | Austria       | 2006 - 2007     |
| SV St. Michael               | Austria       | 2006 - 2007     |
| NK Zagorec                   | Croacia       | 2007            |
| UFC Jennersdorf              | Austria       | 2008            |
| NK Križevci                  | Croacia       | 2009            |
| Hrvatski Dragovoljac         | Croacia       | 2009 - 2010     |
| SV Stegersbach               | Austria       | 2010 - 2012     |
| FC Pasching                  | Austria       | 2012 - 2013     |
| FC Liefering                 | Austria       | 2013 - 2014     |
| LASK Linz (Cedido)           | Austria       | 2014            |
| SC Rheindorf Altach          | Austria       | 2014 - 2015     |
| Ulsan Hyundai                | Corea del Sur | 2015 - 2017     |
| FC Seoul                     | Corea del Sur | 2017 - 2018     |
| NK Rudeš                     | Croacia       | 2018 - 2019     |
| Panachaiki de Patras         | Grecia        | 2019            |
| SV Ried                      | Austria       | 2019 - 2020     |
| NK Zagorec                   | Croacia       | 2020            |
| ASV Siegendorf               | Austria       | 2021 - 2022     |
| NK Drava Ptuj                | Croacia       | 2022            |
| NK Pitomača                  | Croacia       | 2022 - 2023     |
| USV Rudersdorf               | Austria       | 2023            |
| GNK Tigar Sveta Nedelja      | Croacia       | 2023 - 2024     |
| Rudar Mihovljan              | Croacia       | 2024 - presente |

## Selección nacional
Kovačec recibió una convocatoria para jugar un partido oficial con la selección de fútbol sala de Croacia en febrero de 2008.

## Palmarés

### Campeonatos nacionales
| Título  | Club          | País    | Año     |
| ------- | ------------- | ------- | ------- |
| ÖFB Cup | F.C. Pasching | Austria | 2012-13 |